# Alžírsko na letních olympijských hrách
Alžírsko na letních olympijských hrách startovalo celekm 15krát, poprvé na olympijských hrách v Tokiu v roce 1964 a od té doby vyslalo delegaci na všechny následující letní hry, vyjma těch v Montréalu v roce 1976. Za účast sportovců je zodpovědný Alžírský olympijský výbor (Comité Olympique Algérien), založený roku 1963.
Toto je přehled historických účastí, medailového zisku a vlajkonošů na dané sportovní události.

## Historie

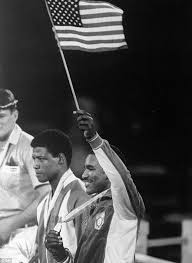
První alžírský olympijský vítěz Mustapha Moussa na olympijských hrách v roce 1984

Před nezávislostí během období francouzského Alžírska se alžírští sportovci účastnili olympijských her společně s Francií. Mezi nejznámější sportovce této éry patří zlatí medailisté maratonec Boughera El Ouafi z roku 1928, běžec Alain Mimoun z roku 1956 a mnoho dalších.
Po získání nezávislosti v roce 1962 se Alžírsko poprvé zúčastnilo Letních olympijských her v Tokiu v roce 1964 s jediným sportovcem, gymnastou Mohamedem Lazharim. Z letních olympijských her v Montréalu v roce 1976 se Alžírsko stáhlo kvůli odmítnutí MOV zakázat země, které soutěžily v Jihoafrické republice navzdory její apartheidní politice. Bojkotu se tehdy zúčasntily skoro všechny africké země, sama Jihoafrická republika byla z olympijských her vyloučena už od roku 1964.
Na letních olympijských hrách v Moskvě v roce 1980 se Alžírsko poprvé zúčastnilo týmového sportu, a to fotbalu a házené. Historicky první medaili získalo na Letní olympiádě v Los Angeles v roce 1984, kdy Mustapha Moussa vyhrál bronz v boxu.
Celková medailová bilance po Olympijských hrách v Paříži v roce 2024 činila pro Alžírsko zisk 7 zlatých, 4 stříbrných a 9 bronzových medailí. Nejvíce medailí (10), získalo Alžírsko v atletice, dále v boxu (7) a judu (2).

## Přehled účastí
| Dějiště LOH            | LOH      | Vlajkonoš                       | Účastníci | Zlatá medaile | Stříbrná medaile | Bronzová medaile | Celkem |
| ---------------------- | -------- | ------------------------------- | --------- | ------------- | ---------------- | ---------------- | ------ |
| 1964 Tokio             | LOH 1964 | Mohamed Lazhari                 | 1         |               |                  |                  | 0      |
| 1968 Ciudad de México  | LOH 1968 | nebyl                           | 3         |               |                  |                  | 0      |
| 1972 Mnichov           | LOH 1972 | Azzedine Azzouzi                | 5         |               |                  |                  | 0      |
| 1976 Montréal          | 1976     |                                 |           |               |                  |                  | Ne     |
| 1980 Moskva            | LOH 1980 | nebyl                           | 54        |               |                  |                  | 0      |
| 1984 Los Angeles       | LOH 1984 | Abdelkrim Bendjemil             | 32        |               |                  | 2                | 2      |
| 1988 Soul              | LOH 1988 | Noureddine Tadjine              | 42        |               |                  |                  | 0      |
| 1992 Barcelona         | LOH 1992 | nebyl                           | 35        | 1             |                  | 1                | 2      |
| 1996 Atlanta           | LOH 1996 | Karim El-Mahouab                | 45        | 2             |                  | 1                | 3      |
| 2000 Sydney            | LOH 2000 | Djabir Said-Guerni              | 47        | 1             | 1                | 3                | 5      |
| 2004 Athény            | LOH 2004 | Djabir Said-Guerni              | 61        |               |                  |                  | 0      |
| 2008 Peking            | LOH 2008 | Salim Iles                      | 62        |               | 1                | 1                | 2      |
| 2012 Londýn            | LOH 2012 | Abdelhafid Benchabla            | 39        | 1             |                  |                  | 1      |
| 2016 Rio de Janeiro    | LOH 2016 | Sonia Asselahová                | 65        |               | 2                |                  | 2      |
| 2020 Tokio             | LOH 2020 | Amel Melih a Mohamed Flissi     | 41        |               |                  |                  | 0      |
| 2024 Paříž             | LOH 2024 | Yasser Triki & Amina Belkadiová | 45        | 2             |                  | 1                | 3      |
| Celkem                 | 15       |                                 |           | 7             | 4                | 9                | 20     |
| Zdroj na Olympedia.org |          |                                 |           |               |                  |                  |        |

## Listina medailistů
| Medal            | Sportovec           | LOH            | Sport           |
| ---------------- | ------------------- | -------------- | --------------- |
| Bronzová medaile | Mustapha Moussa     | Alžírsko (ALG) | 1984 Box        |
| Bronzová medaile | Mohamed Zaoui       | Alžírsko (ALG) | 1984 Box        |
| Bronzová medaile | Hocine Soltani      | Alžírsko (ALG) | 1992 Box        |
| Zlatá medaile    | Hassiba Boulmerka   | Alžírsko (ALG) | 1992 Atletika   |
| Bronzová medaile | Mohamed Bahari      | Alžírsko (ALG) | 1996 Box        |
| Zlatá medaile    | Noureddine Morceli  | Alžírsko (ALG) | 1996 Atletika   |
| Zlatá medaile    | Hocine Soltani      | Alžírsko (ALG) | 1996 Box        |
| Bronzová medaile | Abderrahmane Hammad | Alžírsko (ALG) | 2000 Atletika   |
| Bronzová medaile | Djabir Said-Guerni  | Alžírsko (ALG) | 2000 Atletika   |
| Bronzová medaile | Mohamed Allalou     | Alžírsko (ALG) | 2000 Box        |
| Zlatá medaile    | Nouria Mérah-Benida | Alžírsko (ALG) | 2000 Atletika   |
| Stříbrná medaile | Ali Saïdi-Sief      | Alžírsko (ALG) | 2000 Atletika   |
| Bronzová medaile | Soraja Haddadová    | Alžírsko (ALG) | 2008 Judo       |
| Stříbrná medaile | Ammár bin Jachlef   | Alžírsko (ALG) | 2008 Judo       |
| Zlatá medaile    | Taoufik Makhloufi   | Alžírsko (ALG) | 2012 Atletika   |
| - 2x             | Taoufik Makhloufi   | Alžírsko (ALG) | 2016 Atletika   |
| Zlatá medaile    | Kaylia Nemourová    | Alžírsko (ALG) | 2024 Gymnastika |
| Zlatá medaile    | Imane Khelif        | Alžírsko (ALG) | 2024 Box        |
| Bronzová medaile | Djamel Sedjati      | Alžírsko (ALG) | 2024 Atletika   |